# Уэйверли (тауншип, Миннесота)
Уэйверли (англ. Waverly) — тауншип в округе Мартин, Миннесота, США. На 2000 год его население составило 245 человек.

## География
По данным Бюро переписи населения США площадь тауншипа составляет 95,3 км², из которых 94,9 км² занимает суша, а 0,4 км² — вода (0,43 %).

## Демография
По данным переписи населения 2000 года здесь находились 245 человек, 89 домохозяйств и 77 семей.  Плотность населения —  2,6 чел./км².  На территории тауншипа расположено 97 построек со средней плотностью 1,0 построек на один квадратный километр. Расовый состав населения: 99,59 % белых и 0,41 % приходится на две или более других рас.
Из 89 домохозяйств в 34,8 % воспитывались дети до 18 лет, в 78,7 % проживали супружеские пары, в 2,2 % проживали незамужние женщины и в 12,4 % домохозяйств проживали несемейные люди. 11,2 % домохозяйств состояли из одного человека, при том 4,5 % из — одиноких пожилых людей старше 65 лет. Средний размер домохозяйства — 2,75, а семьи — 2,94 человека.
25,7 % населения — младше 18 лет, 8,2 % — в возрасте от 18 до 24 лет, 23,7 % — от 25 до 44, 27,3 % — от 45 до 64, и 15,1 % — старше 65 лет. Средний возраст — 41 год. На каждые 100 женщин приходилось 105,9 мужчин.  На каждые 100 женщин старше 18 приходилось 109,2 мужчин.
Средний годовой доход домохозяйства составлял 46 875 долларов, а средний годовой доход семьи —  41 750 долларов. Средний доход мужчин —  29 375  долларов, в то время как у женщин — 21 250. Доход на душу населения составил 16 161 доллар. За чертой бедности находились 12,3 % семей и 13,9 % всего населения тауншипа, из которых 20,3 % младше 18 лет.